# Холодна хвиля
Холодна хвиля, колдвейв (англ. Cold Wave, Coldwave) — напрямок рок-музики, близький до готик-року відгалуження нової хвилі, що виник у Франції та Бельгії наприкінці 1970-х — початку 1980-х. Стиль характерний своєрідним «холодним» і мінімалістичним звучанням, відсутністю веселих мотивів у музиці, похмурими текстами.

## Найвідоміші представники
- Asylum Party
- Little Nemo
- Trisomie 21
- Guerre Froide
- Siglo XX
- Marquis de Sade
- KaS Product
- Baroque Bordello
- Martin Dupont
- And Also The Trees
- Norma Loy
- Clair Obscur
- Complot Bronswick
- Opera Multi Steel
- Lizzy Mercier Descloux
- Die Form